# Гушан, Евгений Викторович
Евгений Викторович Гушан (род. 26 июля 1988, Тирасполь) — приднестровский политик. Депутат Верховного совета ПМР (с 2015 года). Депутат Тираспольского городского совета (2012—2015).

## Биография
Родился 26 июля 1988 года в Тирасполе в семье Виктора Анатольевича Гушана — сооснователя холдинга «Шериф».
Окончил Тираспольский общеобразовательный теоретический лицей. После чего поступил в Московский институт предпринимательства и права, который окончил в 2010 году по специальности «юриспруденция».
Начал трудовую деятельность в 2008 году, став директором магазина «Аккорд», входящего в структуру холдинга «Шериф», владельцем которого является его отец. В 2009 году стал сотрудником экономического отдела «Шерифа». В марте 2011 года был назначен помощником генерального директора «Шерифа», а в апреле 2012 года — заместителем генерального директора по развитию.
На дополнительных выборах 8 октября 2012 года в Тираспольский городской совет был избран депутатом.
Во время выборов в Верховный Совет ПМР 2015 года баллотировался от партии «Обновление» по 35 округу и был избран членом парламента в 27 лет, став самым молодым его членом. Являлся членом Комитета по общественным объединениям, спорту, информационной и молодёжной политике.
В 2020 году Евгений Гушан вновь был избран в приднестровский парламент по округу № 27 («Партизанский»), где являлся единственным кандидатом. Вошёл в комитет по законодательству, правоохранительным органам, обороне, безопасности, миротворческой деятельности, защите прав и свобод граждан.

## Личная жизнь
Супруга — Екатерина Александровна Гушан (род. 1988) — выпускница Приднестровского государственного университета имени Т. Г. Шевченко.
- Дочь — Стефания Евгеньевна Гушан (род. 2012)[2].

## Состояние
Владеет компанией «Универсал Трейд», которой принадлежит предприятие «Молдавизолит» в Тирасполе.